# Armónico (instrumento musical)

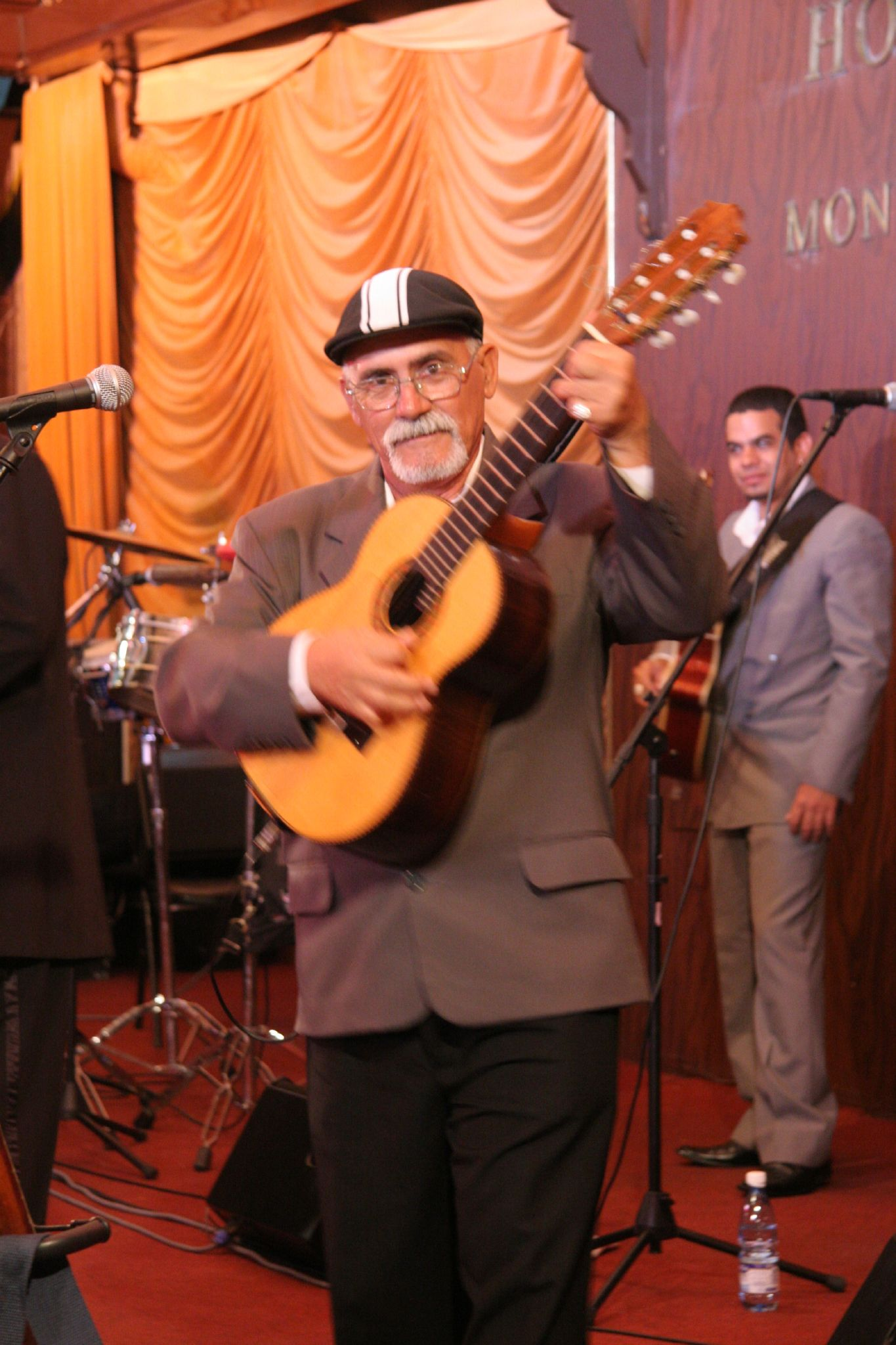
Félix Martínez, del grupo de Compay Segundo, tocando el armónico.

El armónico es un instrumento musical inventado por el músico cubano Compay Segundo en 1924. Su idea era formar un instrumento nuevo mediante la hibridación del tres y la guitarra, con la adición de una séptima cuerda en el medio. 
Este instrumento pretende imitar el timbre del tres, adicionando una cuerda octavada en la tercera cuerda (sol). Su afinación es parecida a la de la guitarra: primera cuerda en Mi, segunda en Si, tercera y cuarta en Sol, pero una octava más arriba que la tercera de la guitarra. Por último, las tres cuerdas que corresponden a los bordones de la guitarra mantienen la afinación de Re, La, Mi, pero afinadas una octava por encima.

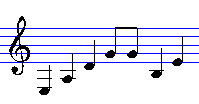
Notas musicales.